# Pristimantis fasciatus
Espèce
Statut de conservation UICN

 EN B1ab(iii) : En danger
Pristimantis fasciatus est une espèce d'amphibiens de la famille des Craugastoridae.

## Répartition
Cette espèce est endémique de l'État de Zulia au Venezuela,. Elle se rencontre dans la municipalité de Machiques de Perijá à environ 1 094 m d'altitude dans la serranía de Perijá.

## Publication originale
- Barrio-Amorós, Rojas-Runjaic & Infante-Rivero, 2008 : Three new Pristimantis (Anura: Leptodactylidae) from sierra de Perija, estado Zulia, Venezuela. Revista Espanola de Herpetologia, vol. 21, p. 71-94.